# Les Déguns 2
Série
Les Déguns
(2018)
Pour plus de détails, voir Fiche technique et Distribution.
Les Déguns 2 est un film français réalisé par Cyrille Droux et Claude Zidi Jr. sortie le 26 juillet 2023. Cette comédie est adaptée de la web-série Les Déguns et fait suite au film du même nom sorti le 12 septembre 2018.

## Synopsis
Après leurs déboires et leurs aventures du premier opus, Nordine Salhi et Karim Jeb alias Karim et Nono reviennent plus en forme et plus déterminés que jamais et continuent leur quête de succès par tous les moyens. Après un premier échec cuisant dans l’univers de la télé-réalité, les deux acolytes décident de se lancer dans le rap. Dans sa recherche du succès musical, Karim, alias Nécrophile, aidé de son manager Nono, ne cesse d’accumuler des tentatives ratées. Une opportunité vers la célébrité est saisie, mais tout ne se passe pas comme prévu, et les mésaventures vont s'enchaîner pour les deux protagonistes.

## Fiche technique
- Titre original : Les Déguns 2
- Réalisation et scénario : Nordine Salhi, Karim Jebli, Cyrille Droux et Claude Zidi Jr.
- Musique : Alain Governatori et Nass Brans
- Photographie : Stephen Meance
- Montage : Laurent Droux
- Costumes : Kat Launay
- Décors : Julien Richard
- Production : Raphaël Benoliel, Ryad Montel
- Société de production : Firstep Production, en association avec la SOFICA Palatine Etoile 20
- Société de distribution : Apollo Films
- Pays de production :  France
- Langue originale : français
- Genre : comédie
- Durée : 88 minutes
- Dates de sortie :
  - France : 26 juillet 2023

## Distribution
- Nordine Salhi : Nono
- Karim Jebli : Karim, alias « Necrophile »
- Mohamed Henni : lui-même
- Paga : lui-même
- Maeva Ghennam : elle-même
- Greg Yega : lui-même
- Victoria Mehault : elle-même
- Diane Robert : directrice d'une agence
- Soprano : lui-même
- Stéphanie Durant : Stéphanie, la compagne de Nono
- Nasdas : lui-même
- Soolking : lui-même
- Emkal : lui-même
- RK : lui-même
- Juss : lui-même
- Laurent Bouneau : lui-même
- Sofiane Zermani : lui-même
- Lola Marois : Cindy
- Fred Musa : lui-même
- Zaho : elle-même
- Hakim Jemili :
- Doria : elle-même
- L'Algérino : lui-même
- Tefa : lui-même
- GLK : lui-même
- Lynda : elle-même
- Théo Bertrand : un touriste
- Samuel Bambi : le traducteur
- Titoff : le patron du bar

## Musique
Liste des titres
| No  | Titre               | Artiste                | Durée |
| --- | ------------------- | ---------------------- | ----- |
| 1.  | En faisant de l'art | Josas                  | 2:42  |
| 2.  | Rockstar            | Lynda Sherazade        | 3:13  |
| 3.  | Como te llamas ?    | La Quica               | 2:51  |
| 4.  | Dans tous mes états | Marwa Loud             | 3:05  |
| 5.  | Ready               | Emkal                  | 2:33  |
| 6.  | Déguns              | So La Zone             | 2:45  |
| 7.  | Yemma               | Sofiane, Kofs, Soprano | 2:59  |
| 8.  | Allez zou           | Zaho                   | 2:47  |
| 9.  | Muchacha            | Kliff                  | 3:04  |
| 10. | Gambetta            | Pablo                  | 3:09  |
| 11. | Tu t'en rappelles   | Juss                   | 2:38  |
| 12. | Ish Ish Pow Pow     | Necrophile             | 1:02  |

## Production

### Box office
Le film comptabilise finalement plus de 506 470 entrées.